# Purenleon bistictus
Purenleon bistictus is een insect uit de familie van de mierenleeuwen (Myrmeleontidae), die tot de orde netvleugeligen (Neuroptera) behoort. 
Purenleon bistictus is voor het eerst wetenschappelijk beschreven door Hagen in 1861.